# Jacques de Béla
 (avril 2019).
Si vous disposez d'ouvrages ou d'articles de référence ou si vous connaissez des sites web de qualité traitant du thème abordé ici, merci de compléter l'article en donnant les références utiles à sa vérifiabilité et en les liant à la section « Notes et références ».
Jacques de Béla, né à Mauléon (Soule, Pays basque français), le 15 février 1586 et mort le 28 mai 1667, est un avocat et un écrivain basque. 

## Biographie
Après des études de Droit à l'université de Toulouse, il doit surmonter des obstacles majeurs pour devenir avocat à la Cour de Licharre étant calviniste.  
Il épouse en 1614 Jeanne d'Arbide de la Carre, qui est catholique. Le huguenot doit donc se résoudre à se marier à l'église.   
Il est l'arrière grand-père de l'écrivain souletin Jean-Philippe de Béla, connu sous le nom de chevalier de Béla.   

## Œuvres
Il a écrit un dictionnaire basque et une grammaire, qui ont malheureusement été perdus. 
Il laisse deux long manuscrits, rédigés en français.  
Le premier intitulé Tablettes, est une véritable encyclopédie qui présente par ordre alphabétique des notions autour de divers thèmes : théologie, éthique, médecine et sciences. 
Son deuxième manuscrit connu, est un long commentaire sur la coutume de Soule. Une copie du manuscrit est conservée et consultable à la Bibliothèque nationale de France
Il réalise également des travaux sur le Droit. Il collecte une série de proverbes basques qui ont été publiés par Gustave Clément-Simon. Le travail de Jacques de Béla n'est pas connu et n'a pas encore été publié.     